# Zinc
El zinc (del alemán Zink), también escrito cinc, es un elemento químico esencial de número atómico 30 y símbolo Zn, situado en el grupo 12 de la tabla periódica de los elementos.

## Etimología
La etimología de zinc parece que viene del alemán Zink, este del Zinken (en español pico, diente), para indicar el aspecto con filos dentados del mineral calamina, luego fue asumido para el metal obtenido a partir de él, aunque otras fuentes consideran que viene de la palabra persa para piedra.
En el español, las variantes gráficas «zinc» y «cinc» son ambas aceptadas como válidas. La forma con z, «zinc», es la más coherente con el origen de la palabra y, por tanto, con su símbolo químico internacional (Zn), mientras que la forma con c, «cinc», es la más coherente con los sistemas gráfico y fonético del español, en los que el sonido /zi/ suele representarse con la letra c, «ci».

## Características principales
El zinc es un metal, a veces clasificado como metal de transición aunque estrictamente no lo sea, ya que tanto el metal como su ion positivo presentan el conjunto orbital completo. Este elemento presenta cierto parecido con el magnesio, y con el cadmio de su grupo, pero del mercurio se aparta mucho por las singulares propiedades físicas y químicas de este (contracción lantánida y potentes efectos relativistas sobre orbitales de enlace). Es el 23.º elemento más abundante en la Tierra y una de sus aplicaciones más importantes es el galvanizado del acero.
Es un metal de color blanco azulado que arde en el aire con llama verde azulada. El aire seco no le ataca pero en presencia de humedad se forma una capa superficial de óxido o carbonato básico que aísla al metal y lo protege de la corrosión. Prácticamente el único estado de oxidación que presenta es el +2. En el año 2004 se publicó en la revista Science el primer y único compuesto conocido de zinc en estado de oxidación +1, basado en un complejo organometálico con el ligando pentametilciclopentadieno. Reacciona con ácidos no oxidantes pasando al estado de oxidación +2 y liberando dihidrógeno (antiguamente llamado hidrógeno) y puede disolverse en bases y ácido acético.

Diagrama de Pourbaix del zinc

El metal presenta una gran resistencia a la deformación plástica en frío que disminuye en caliente, lo que obliga a laminarlo por encima de los 100 °C. No se puede endurecer por acritud y presenta el fenómeno de fluencia a temperatura ambiente —al contrario que la mayoría de los metales y aleaciones— y pequeñas cargas el más importante.

## Historia
Las aleaciones de zinc se han utilizado durante siglos —piezas de latón datadas en 1500-1000 a. C. se han encontrado en Canaán y otros objetos con contenidos de hasta el 87 % de zinc han aparecido en la antigua región de Transilvania— sin embargo, por su bajo punto de fusión y reactividad química el metal tiende a evaporarse por lo que la verdadera naturaleza del metal no fue comprendida por los antiguos.
Se sabe que la fabricación de latón era conocida por los romanos hacia 30 a. C. Plinio y Dioscórides describen la obtención de aurichalcum (latón) por el procedimiento de calentar en un crisol una mezcla de cadmia (calamina) con cobre; el latón obtenido posteriormente era fundido o forjado para fabricar objetos.
La fundición y extracción de zinc impuro se llevó a cabo hacia el año 1000 en la India —en la obra Rasarnava (c. 1200) de autor desconocido se describe el procedimiento— y posteriormente en China y a finales del siglo XIV los indios conocían ya la existencia del zinc como metal distinto de los siete conocidos en la Antigüedad, el octavo metal. En 1597 Andreas Libavius describe una «peculiar clase de estaño» que había sido preparada en la India y llegó a sus manos en pequeña cantidad a través de un amigo; de sus descripciones se deduce que se trataba del zinc aunque no llegó a reconocerlo como el metal procedente de la calamina.
En occidente, hacia 1248, Alberto Magno describe la fabricación de latón en Europa, y en el siglo XVI ya se conocía la existencia del metal. Georgius Agricola (1490-1555) observó en 1546 que podía rascarse un metal blanco condensado de las paredes de los hornos en los que se fundían minerales de zinc; añadiendo en sus notas que un metal similar denominado zincum se producía en Silesia. Paracelso fue el primero en sugerir que el zincum era un nuevo metal y que sus propiedades diferían de las de los metales conocidos sin dar, no obstante, ninguna indicación sobre su origen; en los escritos de Basilio Valentino se encuentran también menciones del zincum. A pesar de ello, en tratados posteriores las frecuentes referencias al zinc, con sus distintos nombres, se refieren generalmente al mineral no al metal libre y en ocasiones se confunde con el bismuto.
Johann Kunkel en 1677 y poco más tarde Stahl en 1702 indican que al preparar el latón con el cobre y la calamina esta última se reduce previamente al estado de metal libre, el zinc, que fue aislado por el químico Anton von Swab en 1742 y por Andreas Marggraf en 1746, cuyo exhaustivo y metódico trabajo Sobre el método de extracción del cinc de su mineral verdadero, la calamina cimentó la metalurgia del zinc y su reputación como descubridor del metal.
En 1743 se fundó en Bristol el primer establecimiento para la fundición del metal a escala industrial pero su procedimiento quedó en secreto por lo que hubo que esperar 70 años hasta que Daniel Dony desarrollara un procedimiento industrial para la extracción del metal y se estableciera la primera fábrica en el continente europeo.
Tras el desarrollo de la técnica de flotación del sulfuro de zinc se desplazó a la calamina como mena principal. El método de flotación es hoy día empleado en la obtención de varios metales.

## Aplicaciones

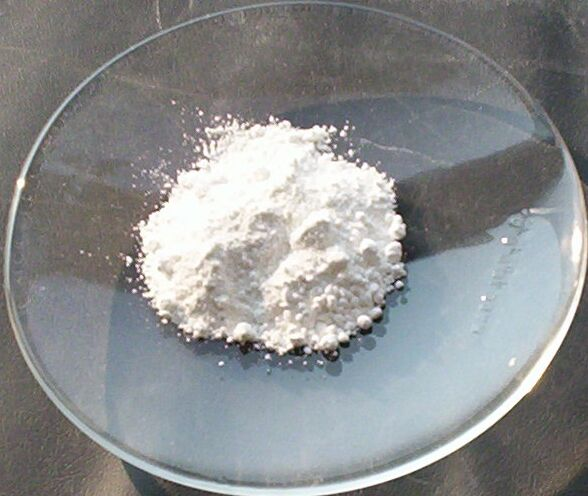
Óxido de zinc

La principal aplicación del zinc —cerca del 50 % del consumo anual— es el galvanizado del acero para protegerlo de la corrosión, protección efectiva incluso cuando se agrieta el recubrimiento ya que el zinc actúa como ánodo de sacrificio. Otros usos son estos:
- Baterías de Zn-C usadas en la industria aeroespacial para misiles y cápsulas espaciales por su óptimo rendimiento por unidad de peso y baterías zinc-aire para computadoras portátiles.
- Piezas de fundición inyectada en la industria de automoción.
- Metalurgia de metales preciosos y eliminación de la plata del plomo.
- Utilizado en fabricación de pinturas al óleo, para fabricar el color blanco de zinc, utilizado para crear transparencias en la pintura.
- Aleaciones: latón, alpaca, cuproníquel-zinc, aluzinc, virenium, tombac, etc.
- Ánodos: utilizado como elemento de sacrificio para evitar la corrosión de otras partes metálicas en depósitos de agua, barcos, etc.
- El zinc y sus aleaciones se utilizan recientemente en aplicaciones ortopédicas debido a su biodegradabilidad.[7]
- El zinc también se usa para la galvanización y fabricación de láminas de construcción con tramado para evitar la sobre flexión, conocidas como acanaladas u onduladas, por ser un material de ínfima calidad su costo es bajo, lo cual implica que las láminas de dicho material se empleen en construcciones de viviendas improvisadas o criaderos de animales (llamadas ranchos ).

## Función biológica

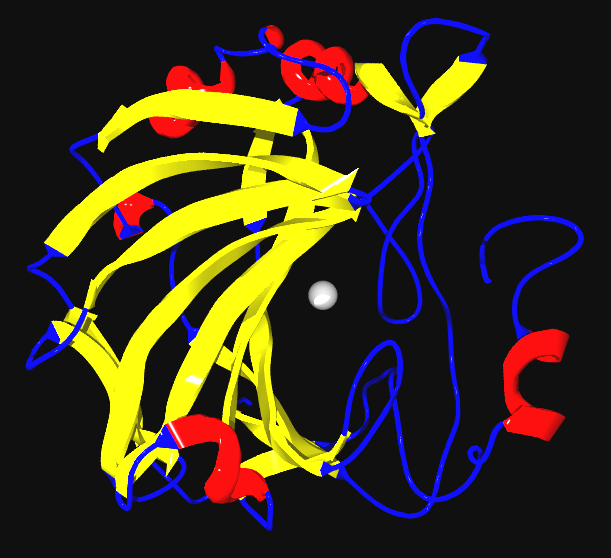
Anhidrasa carbónica, enzima que posee un ion de zinc.

El zinc es un elemento químico esencial para los seres humanos, animales y plantas. El humano contiene alrededor de 40 mg de zinc por kg de peso corporal que es absorbido al igual que en los restantes mamíferos y aves por diversos transportadores de zinc, principalmente el ZIP4 intestinal, y muchas enzimas funcionan con su concurso como cofactor, ya que estimula la actividad de aproximadamente 300 enzimas diferentes, interviene en el metabolismo de proteínas y ácidos nucleicos, colabora en el buen funcionamiento del sistema inmunitario, es necesario para la cicatrización de las heridas, interviene en las percepciones del gusto y el olfato y en la síntesis del ADN. El metal se encuentra en la insulina, las proteínas dedo de zinc (zinc finger) y diversas enzimas como la superóxido dismutasa.
Hay 2-4 gramos de zinc distribuidos en todo el cuerpo humano. La mayoría del zinc se encuentra en los músculos (57 %), los huesos (29 %), la piel (6 %), el hígado (5 %), el cerebro (1,5 %), y el 1,5 % restante en otros tejidos biológicos y fluidos corporales,  con las concentraciones más altas en la próstata y la retina del ojo. El semen es particularmente rico en zinc, siendo un factor clave en la correcta función de la glándula prostática y en el crecimiento de los órganos reproductivos.
El zinc aumenta la testosterona en sangre indirectamente, funcionando como coenzima en el metabolismo de las hormonas masculinas por medio de su formación a través de la hormona luteinizante (LH), que estimula las células de Leydig. También previene que la testosterona se transforme en dihidrotestosterona que es tres veces más activa, inhibiendo la enzima 5-alfa reductasa, ni tampoco en estrógeno por medio de la inhibición de la enzima aromatasa.
En el cerebro, el zinc se almacena en determinadas vesículas sinápticas mediante neuronas glutamatérgicas y puede "modular la excitabilidad del cerebro". Desempeña un papel clave en la plasticidad sináptica y por lo tanto en el aprendizaje. Sin embargo, ha sido llamado el "caballo oscuro del cerebro" (“the brain's dark horse”) ya que también puede comportarse como una neurotoxina, lo que sugiere que la adecuada homeostasis del zinc desempeña un papel fundamental en el funcionamiento normal del cerebro y del sistema nervioso central.

### Deficiencia
La deficiencia de zinc perjudica al sistema inmunitario, genera retardo en el crecimiento y puede producir pérdida del cabello, diarrea, impotencia, lesiones oculares y de piel, pérdida de apetito, pérdida de peso, tardanza en la cicatrización de las heridas y anomalías en el sentido del olfato y el gusto. Las causas que pueden provocar una deficiencia de zinc son la deficiente ingesta y la mala absorción del mineral —caso de alcoholismo que favorece su eliminación en la orina o dietas vegetarianas en las que la absorción de zinc es un 50 % menor que de las carnes— o por su excesiva eliminación debido a desórdenes digestivos.
La carencia de zinc en los períodos de rápido crecimiento afecta negativamente el desarrollo cognitivo, cerebral y sexual.
Según el CSIC, este elemento tiene un papel de suma importancia en las funciones mediadas por neurotransmisores, actuando como modulador de la excitabilidad neuronal. En este sentido la deficiencia de zinc puede causar trastornos del humor y neurodegeneración, como depresión y Alzheimer.
La disminución de los niveles de LH y testosterona circulantes a causa de la deficiencia de zinc afecta negativamente la actividad de las células de Leydig.

### Exceso
El exceso de zinc, denominado hipercincemia, se ha asociado con bajos niveles de cobre, alteraciones en la función del hierro, disminución de la función inmunológica y de los niveles del colesterol bueno (HDL), vómitos, diarrea, daños a los riñones y depresión mental.

### Zinc en la dieta
El zinc se encuentra en diversos alimentos, especialmente en aquellos ricos en proteínas, ya que el zinc queda retenido entre ellas, como ostras, carnes rojas, carne de cerdo, cordero, aves de corral, algunos pescados y mariscos. Otras fuentes ricas en zinc son las habas, nueces, granos enteros y levadura. Las frutas y las verduras no son habitualmente buenas fuentes, porque el zinc en las proteínas vegetales no tiene tanta biodisponibilidad para el ser humano como el zinc de las proteínas animales.
Los cereales integrales, las legumbres y los frutos secos son ricos en fitatos, que son conocidos bloqueantes del zinc. La biodisponibilidad del zinc en el pan leudado es mayor que en los productos sin levadura, ya que el proceso de leudado activa la fitasa, que descompone el ácido fítico. El resultado es que mejora la biodisponibilidad del zinc.
La ingesta diaria recomendada de zinc ronda los 11-20 mg para hombres adultos, menor para bebés, niños, adolescentes y mujeres adultas (por su menor peso corporal) y algo mayor para mujeres embarazadas y durante la lactancia. La absorción del zinc es muy variable (entre un 20 y un 30 %), y aumenta cuando el consumo es bajo o cuando aumentan las necesidades.
Aunque los adultos vegetarianos tienen a menudo una ingesta menor que la de los omnívoros, parece que en general presentan un nivel adecuado de zinc, como se refleja en los niveles de zinc en sangre y en los estudios sobre el balance de zinc. Se ha visto que a lo largo del tiempo se produce una adaptación a la dieta vegetariana, dando como resultado una mejor utilización de este elemento. Los hombres vegetarianos y no vegetarianos tienen un consumo de zinc similar mientras que las mujeres vegetarianas presentan un consumo significativamente más bajo. Incluso aunque estas últimas consuman menos zinc, sus niveles son similares a los niveles de las mujeres omnívoras. Las personas de la tercera edad, independientemente de su tipo de dieta, tienen un mayor riesgo de deficiencia de zinc.
Como el zinc, en general, se absorbe de manera menos efectiva a partir de una dieta vegetariana que de una dieta omnívora, es importante que los vegetarianos seleccionen alimentos ricos en zinc.

## Abundancia y obtención
La producción mundial de zinc durante 2011 alcanzó un total de 12,40 millones de toneladas métricas. El principal país productor es China, seguido por Perú y Australia.
| \| Rango \| Estado \| Producción en 2019 (en mill. ton/año) \| \| ----- \| -------------- \| ------------------------------------- \| \| 1 \| China \| 4,21 \| \| 2 \| Perú \| 1,40 \| \| 3 \| Australia \| 1,33 \| \| 4 \| Estados Unidos \| 0,75 \| \| 5 \| India \| 0,72 \| \| 6 \| México \| 0,67 \| \| 7 \| Bolivia \| 0,52 \| \| 8 \| Canadá \| 0,33 \| \| 9 \| Kazajistán \| 0,30 \| \| 10 \| Rusia \| 0,26 \| \| 11 \| Suecia \| 0,24 \| \| \| Brasil \| 0,16[27] \| |                |                                       |
| Fuente: United States Geological Survey (USGS), 2021 |                |                                       |
| Rango | Estado         | Producción en 2019 (en mill. ton/año) |
| 1 | China          | 4,21                                  |
| 2 | Perú           | 1,40                                  |
| 3 | Australia      | 1,33                                  |
| 4 | Estados Unidos | 0,75                                  |
| 5 | India          | 0,72                                  |
| 6 | México         | 0,67                                  |
| 7 | Bolivia        | 0,52                                  |
| 8 | Canadá         | 0,33                                  |
| 9 | Kazajistán     | 0,30                                  |
| 10 | Rusia          | 0,26                                  |
| 11 | Suecia         | 0,24                                  |
| | Brasil         | 0,16                                  |

El zinc es el 23.º elemento más abundante en la corteza terrestre. Las menas más ricas contienen cerca de un 10 % de hierro y entre el 40 y el 50 % de zinc. Los minerales de los que se extrae son el sulfuro de zinc, conocido como esfalerita (y también como blenda, término que actualmente se considera obsoleto), la smithsonita (carbonato) y la hemimorfita, (silicato) , que reciben en conjunto el nombre industrial de "calaminas", y la franklinita, (óxido).
De acuerdo con la información recogida en el informe anual del United States Geological Survey (USGS), las estimaciones señalan que las reservas económicamente explotables de zinc en 2011 a nivel mundial alcanzarían las 250 millones de toneladas métricas, repartidas entre China, Estados Unidos, Perú y Kazajistán.
Las reservas conocidas (incluyendo aquellas cuya explotación hoy día no es rentable) rozan los 2000 millones de toneladas.
La producción del zinc comienza con la extracción del mineral, que puede realizarse tanto a cielo abierto como en yacimientos subterráneos. Los minerales extraídos se trituran con posterioridad y se someten a un proceso de flotación para obtener el concentrado.
Los minerales con altos contenidos de hierro se tratan por vía seca: primeramente se tuesta el concentrado para transformar el sulfuro en óxido, que recibe la denominación de calcina, y a continuación se reduce este con el carbono contenido en el carbón, obteniendo el metal (el agente reductor es en la práctica el monóxido de carbono formado). Las reacciones en ambas etapas son:
2 ZnS + 3 O2 → 2 ZnO + 2 SO2
ZnO + CO → Zn + CO2
Otra forma más sencilla y económica de reducir el óxido de zinc es con carbón. Se colocan los dos moles óxido de zinc (ZnO), y un mol de carbono (C), en un recipiente al vacío para evitar que el metal se incendie con el aire en el momento de purificarse, dando como resultado nuevamente óxido de zinc. En esta etapa, la reducción del óxido de zinc, se expresa de la siguiente manera:
2 ZnO + C → 2 Zn + CO2
Por vía húmeda primeramente se realiza el tueste obteniendo el óxido que se lixivia con ácido sulfúrico diluido; las lejías obtenidas se purifican separando las distintas fases presentes. El sulfato de zinc se somete posteriormente a electrólisis con ánodo de plomo y cátodo de aluminio sobre el cual se deposita el zinc formando placas de algunos milímetros de espesor que se retiran cada cierto tiempo. Los cátodos obtenidos se funden y se cuela el metal para su comercialización.
Como subproductos se obtienen diferentes metales como mercurio, óxido de germanio, cadmio, oro, plata, cobre y plomo, en función de la composición de los minerales. El dióxido de azufre obtenido en la tostación del mineral se usa para producir ácido sulfúrico que se reutiliza en el lixiviado comercializando el excedente producido.
Los tipos de cinc obtenidos se clasifican según la norma ASTM en función de su pureza:
- SHG, Special High Grade (99,99%)
- HG, High Grade (99,90%)
- PWG Prime Western Grade (98%)

La norma EN 1179 considera cinco grados Z1 a Z5 con contenidos de cinc entre 99,995 % y 98,5 % y existen normas equivalentes en Japón y Australia. Para armonizar todas ellas, la Organización Internacional de Normalización publicó en 2004 la norma ISO 752 sobre clasificación y requisitos del zinc primario.

## Aleaciones
Una aleación de zinc ampliamente utilizada es el latón, en el que el cobre está aleado con entre un 3 % y un 45 % de zinc, según el tipo de latón. El latón es generalmente más dúctil y más fuerte que el cobre, pero es más resistente a la corrosión. Estas propiedades lo hacen útil en equipos de comunicación, hardware, instrumentos musicales y válvulas de agua.

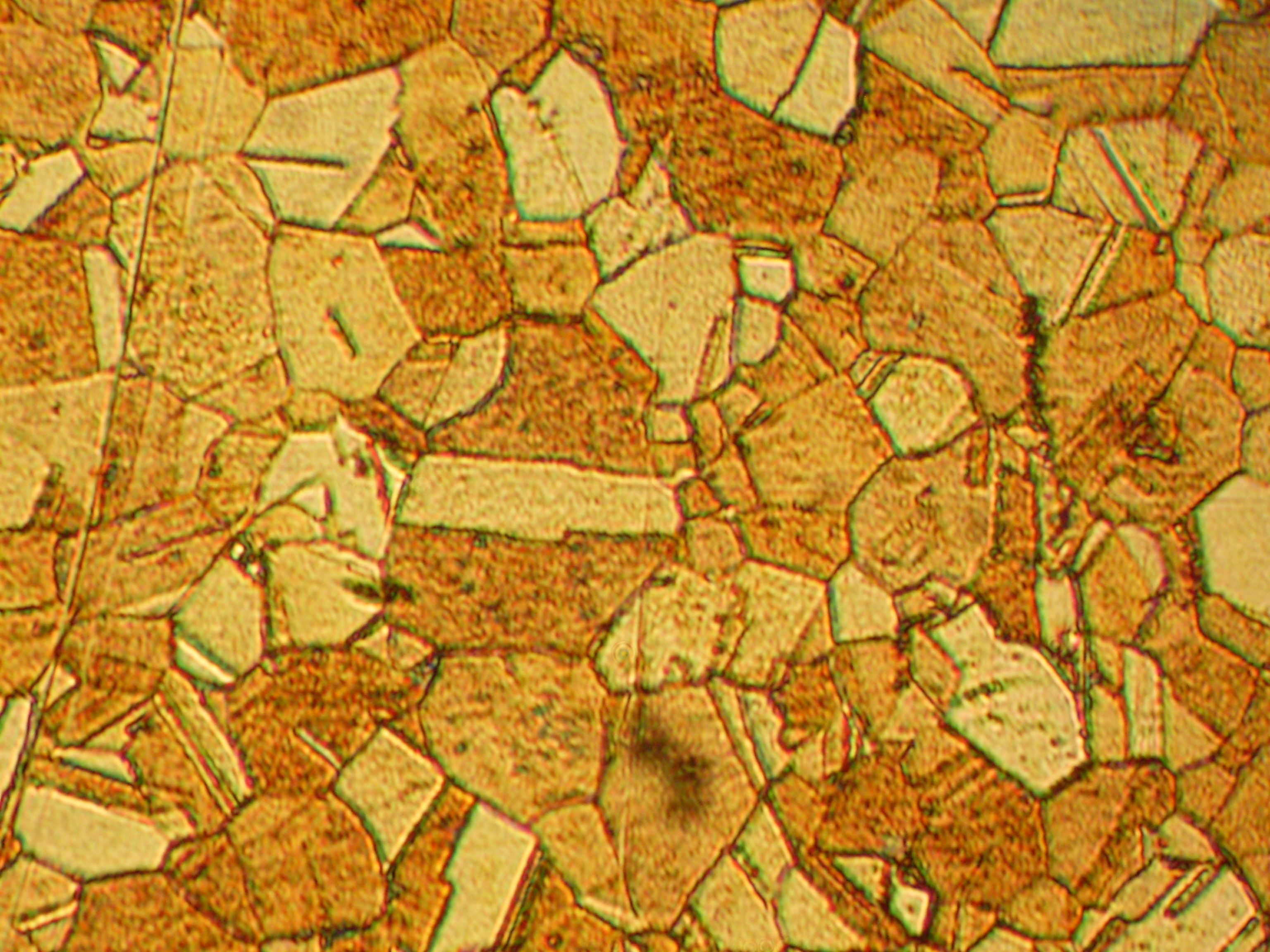
Microestructura de latón fundido con un aumento de 400x

Otras aleaciones de zinc ampliamente utilizadas incluyen la alpaca, metal para máquinas de escribir, soldadura blanda y de aluminio, y algunos tipos comerciales de bronce. El zinc también se utiliza en los tubos de los órganos contemporáneos como sustituto de la aleación tradicional de plomo y estaño. Las aleaciones de 85 a 88 % de zinc, de 4 a 10 % de cobre y de 2 a 8 % de aluminio tienen un uso limitado en ciertos tipos de cojinetes de máquinas. Desde 1982 el zinc ha sido el metal principal en la moneda estadounidense del centavo con la imagen de Lincoln. El núcleo de zinc está recubierto con una fina capa de cobre para dar la apariencia de una moneda de cobre. En 1994, 33 200 toneladas (36 596,7 ST) de zinc se utilizaron para producir 13 600 millones de centavos en los Estados Unidos.
Las aleaciones de zinc con pequeñas cantidades de cobre, aluminio y magnesio son útiles tanto en fundición a presión como en moldeo por centrifugado, especialmente en las industrias automotriz, eléctrica y de hardware. Estas aleaciones se comercializan con el nombre de Zamak. Un ejemplo de esto es el aluzinc. Su bajo punto de fusión, junto con la baja viscosidad de la aleación hace posible la producción de formas pequeñas e intrincadas. La baja temperatura de trabajo conduce a un enfriamiento rápido de los productos fundidos, que se pueden ensamblar en muy poco tiempo. Otra aleación, comercializada bajo la marca Prestal, contiene 78 % de zinc y 22 % de aluminio, y se informa que es casi tan fuerte como el acero pero tan maleable como el plástico. Esta superplasticidad de la aleación permite darle forma utilizando moldes a presión de cerámica y cemento.
Aleaciones similares con la adición de una pequeña cantidad de plomo se pueden laminar en frío. Se utiliza una aleación de 96 % de zinc y 4 % de aluminio para fabricar troqueles de estampado para aplicaciones de bajo volumen de producción, para las que los troqueles de metal ferroso serían demasiado caros. Para la construcción de fachadas, cubiertas y otras aplicaciones propias de chapas formadas por embutición, perfilado o doblado, se utilizan aleaciones de zinc con titanio y cobre. El zinc sin alear es demasiado frágil para estos procesos de fabricación.
Como material denso, económico y fácil de trabajar, el zinc se utiliza como sustituto del plomo. Debido a la toxicidad del plomo, el zinc se emplea para fabricar pesas para diversas aplicaciones, que van desde la pesca hasta el equilibrado de ruedas y volantes.
El telururo de zinc y cadmio (CZT) es una aleación semiconductora que se puede disponer en una serie de pequeños dispositivos de detección. Estos dispositivos son similares a un circuito integrado y pueden detectar la energía de los fotones de rayos gamma incidentes. Cuando está detrás de una pantalla absorbente, la matriz de sensores CZT puede determinar la dirección de los rayos.

## Compuestos

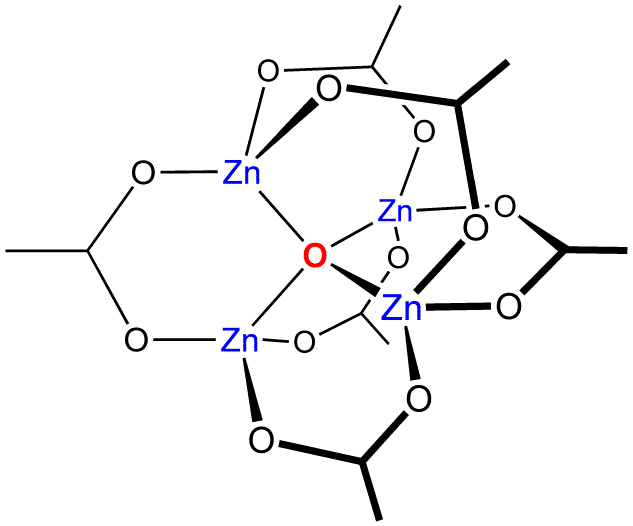
Estructura química del acetato de Zinc.

El óxido de zinc es el más conocido y utilizado industrialmente, especialmente como base de pigmentos blancos para pintura, pero también en la industria del caucho y en cremas solares. Otros compuestos importantes son: sulfato de zinc (nutriente agrícola y uso en minería), cloruro de zinc (desodorantes) y sulfuro de zinc (pinturas luminiscentes).

## Isótopos
El zinc existente en la naturaleza está formado por cuatro isótopos estables, Zn-64 (48,6 %), Zn-66, Zn-67, y Zn-68. Se han caracterizado 22 radioisótopos de los que los más estables son Zn-65 y Zn-72 con periodos de semidesintegración de 244,26 días y 46,5 horas respectivamente; el resto de isótopos radiactivos tienen periodos de semidesintegración menores que 14 horas y la mayoría menores que un segundo. El zinc tiene cuatro estados metaestables.

## Precauciones
El zinc metal no está considerado como tóxico, pero sí algunos de sus compuestos como el óxido y el sulfuro.
En la década de los 40 se observó que en la superficie del acero galvanizado se forman con el tiempo "bigotes de zinc" (zinc whiskers) que pueden liberarse al ambiente provocando cortocircuitos y fallos en componentes electrónicos. Estos bigotes se forman tras un período de incubación que puede durar días o años y crecen a un ritmo del orden de 1 mm al año. El problema causado por estos bigotes se ha agudizado con el paso del tiempo por haberse construido las salas de ordenadores y equipos informáticos sobre suelos elevados, para facilitar el cableado, en las que era común el uso de acero galvanizado, tanto en la estructura portante como en la parte posterior de las baldosas. Las edades de dichas salas, en muchos casos de 20 o 30 años propician la existencia de pelos en cantidades y longitudes peligrosas susceptibles de provocar fallos informáticos. Además, la progresiva miniaturización de los equipos disminuye la longitud necesaria para provocar el fallo y los pequeños voltajes de funcionamiento impiden que se alcance la temperatura de fusión del metal, provocando fallos crónicos que pueden ser incluso intermitentes.